# باشگاه ورزشی اونترهاخینگ
باشگاه ورزشی اونترهاخینگ (انگلیسی: SpVgg Unterhaching) یک باشگاه ورزشی آلمانی در اونترهاخینگ، یک شهرداری نیمه روستایی در حومه جنوبی مونیخ پایتخت باواریا است.
این باشگاه به دلیل بازی در بوندس‌لیگا، بالاترین سطح لیگ فوتبال در آلمان، همراه با همشهری‌های مشهورترش، بایرن مونیخ و مونیخ ۱۸۶۰، برای دو فصل بین سال‌های ۱۹۹۹ تا ۲۰۰۱ شناخته شده است، در حالی که بخش بابسلد باشگاه چندین عنوان جهانی و المپیک را به دست آورده است.
این باشگاه هم‌اکنون در بخش فوتبال، در فصل ۲۰۲۴-۲۰۲۳ در لیگا ۳، سومین سطح لیگ فوتبال در آلمان مشغول است.